# 가미하라촌 (미에현)
가미하라촌(神原村)은 미에현 와타라이군에 존재했던 촌이다.
1955년에 분촌을 합병해 서부는 와타라이군 난세이정, 동부는 시마군 이소베정(모두 당시 지방자치단체)이 되면서 소멸되었다.

## 지리
옛 가미하라촌 지역은 '미즈자카에(水境)라는 분수령으로 동서로 나뉘어 각각 다른 생활권을 가지고 있었다. 서부는 현재의 도카이군 미나미이세정, 동부는 시마시가 되었다.

## 역사
- 1889년 4월 1일 - 정촌제 시행에 의해 와타라이군 가미하라촌이 성립하였다.
- 1955년 2월 11일 - 가미하라촌이 분촌으로 이즈미, 가미즈사, 시모즈우라, 기타니는 고카쇼정, 호노하라촌, 슈쿠타소촌 합병해 난세이정이 성립, 오아자 히야마・구리키히로・야마하라가시는 시마군 이소베촌에 편입해, 동일 가미하라촌은 폐지되었다.

## 교통

### 도로
- 국도 제260호선

## 참고문헌
- 磯部郷土史刊行会 編『磯部郷土史』磯部郷土史刊行会、1963年
- 磯部町史編纂委員会 編『磯部町史 上巻』磯部町、1997年
- 南勢町誌編さん委員会 編『南勢町誌』南勢町、1985年
- 南勢町誌編纂委員会 編『改訂増補 南勢町誌（上巻）』南勢町、2004年